# Equipe búlgara na Copa Billie Jean King
A equipe búlgara na Copa Billie Jean King representa a Bulgária na Copa Billie Jean King, principal competição de tênis feminina por equipes do mundo. É administrada pela Bulgarian Tennis Federation.

## História
A Bulgária competiu pela primeira vez em 1966. Seus melhores resultados foram as semifinais de 1985 e 1987.

## Última convocação
Para o Grupo I da Europa/África de 2023, entre 11 e 15 de abril:
- Georgana Topalova
- Isabella Shinikova
- Denislava Glushkova
- Lia Karatancheva
- Julia Terziyska